# Limnephilus ignavus
Limnephilus ignavus là một loài Trichoptera trong họ Limnephilidae. Chúng phân bố ở miền Cổ bắc.